# Rosenstrasse
Pour plus de détails, voir Fiche technique et Distribution.
Rosenstrasse (Rosenstraße) est un film germano-néerlandais réalisé par Margarethe von Trotta sorti en 2003.

## Synopsis
New York, de nos jours. Ruth Weinstein vient de perdre son mari. Sa fille Hannah est amoureuse de Louis, un nicaraguayen et va se marier contre l'assentiment de sa mère, qui s'oppose sans explications valables à ce mariage. Hannah décide de se rendre à Berlin pour essayer de comprendre les raisons de cet entêtement. Enquêtant sur la vie de sa mère, elle découvre la vérité dont l'origine remonte à 1943, dans la Rosenstraße.

## Fiche technique
- Titre original : Rosenstrasse
- Réalisation : Margarethe von Trotta
- Scénario : Margarethe von Trotta, Pamela Katz
- Costumes : Ursula Eggert
- Son : Eric Rueff
- Montage : Corina Dietz
- Musique : Loek Dikker
- Production : Richard Schöps, Henrik Meyer, Markus Zimmer
- Société(s) de production : Studio Hamburg Letterbox Filmproduktion GmbH, Tele München Gruppe, Get Reel Productions
- Pays de production : Allemagne, Pays-Bas
- Genre : Drame, Guerre
- Durée : 130 minutes
- Dates de sortie :
  - Allemagne : 18 septembre 2003
  - Pays-Bas : 2 octobre 2003
  - France : 9 juin 2004

## Distribution
- Katja Riemann : Lena Fischer à l'âge de 33 ans
- Maria Schrader : Hannah Weinstein
- Doris Schade : Lena Fischer à l'âge de 90 ans
- Jutta Lampe (VF : Frédérique Cantrel) : Ruth Weinstein à l'âge de 60 ans
- Svea Lohde : Ruth à l'âge de 8 ans
- Jürgen Vogel : Arthur von Eschenbach
- Gaby Dohm : Elsa von Eschenbach
- Martin Feifel (de) : Fabian Fischer
- Fedja van Huêt : Luis Marquez
- Carola Regnier (de) : Rachel Rosenbauer
- Plien van Bennekom : Marion
- Romijn Conen (nl) : Ben
- Julia Eggert : Emily
- Thekla Reuten : Klara Singer
- Jutta Wachowiak (en) : Frau Goldberg
- Jan Decleir : Nathan Goldberg
- Lena Stolze : Miriam Süßmann
- Martin Wuttke : Joseph Goebbels